# Paul Percy Harris
Paul Percy Harris (Racine, Wisconsin, 19 d'abril de 1868 - 27 de gener de 1947) va ser un advocat de Chicago i un famós francmaçó, al qual se'l coneix per ser el fundador del club de servei Rotary International el 1905. Harris va néixer a Racine (Wisconsin) però va créixer a Vermont. Més tard, es va traslladar a Chicago, Illinois per exercir com a advocat. Harris va estudiar a la Universitat de Princeton i a la Universitat d'Iowa. Durant els següents cinc anys, va treballar per un diari, com a venedor, en granges de fruita, com a actor, i en vaixells de bestiar que viatjaven a Europa.